# 冨沢智也
冨沢 智也（とみざわ ともや、1989年1月21日 - ）は、日本のラグビー選手。

## プロフィール
- 東京都出身[1]。
- ポジションはスタンドオフ(SO)、センター(CTB)。
- 身長 175cm、体重 85kg

## 来歴
2007年、仙台育英高校卒業後、帝京大学に入学する。
2010年、帝京大学ラグビー部のBKリーダーに就任した。
2011年、帝京大学卒業後、NTTコミュニケーションズシャイニングアークスに加入。
2014年、日本IBMビッグブルーに加入。
2017年、日本IBMビッグブルーを退団した。